# ウィリアム・J・A・ベイリー
ウィリアム・ジョン・アロイシウス・ベイリー（英語: William John Aloysius Bailey、1884年5月25日 - 1949年5月17日）は、アメリカ合衆国の特許薬発明家であり、実業家である。ハーバード大学中退後、ベイリーは自身を医学博士であると詐称し、放射性ラジウムが咳やインフルエンザ、その他の一般的な病気の治療薬であると宣伝活動を行った。ニュージャージー州イーストオレンジのベイリー・ラジウム・ラボラトリーズ社（英語: Bailey Radium Laboratories Inc.,）は、連邦取引委員会から継続的に調査されていたにもかかわらず、彼は自身が発明し販売していた製品で得た成功により、死去するまで裕福な生活を送った。この製品の中には、「お互いの魅力が弱まった既婚者の生活に、新たな幸福と若々しいスリルをもたらす」修復剤であるとして販売されたアリウム（英語: Arium）と名付けられた媚薬が含まれていた。

## 若年期
ベイリーは、1884年5月25日にマサチューセッツ州ボストンで生まれ、ボストン・ラテン・スクールに在学した。その後ハーバード大学へ進学したが、中退した。

## 経歴
1918年、ベイリーは、飲料物に加えられたラジウムが、精神疾患や頭痛から糖尿病、貧血、便秘、喘息まで、数十の症状の治療に使用できると主張した。
1922年、彼はアリウム（英語: Arium）と名付けられたラジウム錠剤の様な薬品を、ラジウム・ケミスツ社（英語: Radium Chemists Inc.）に関連する彼の他の会社を通して売ることでそこそこの成功を収めた。この会社は、この他にリナリウム（英語: Linarium）、デンタリウム（英語: Dentarium）、そしてカパリウム（英語: Kaparium）を販売していた。
そして、ベイリーはラディトールの販売で更なる富を得た。このラディトールは、放射線偽医療の中で恐らく最も著名な特許薬、及びいんちき薬である。ベイリーは、ラジウム塩を水に溶かし、ラジウム226及びラジウム228それぞれから1マイクロキュリー（1μCi）の放射能を放つように製造し、その治癒特性は、内分泌系を刺激するためであると主張した。ラディトールは、「生ける屍のための治療薬（英語: A Cure for the Living Dead）」や「永久の快活（英語: Perpetual Sunshine）」と宣伝された。
実際のところ、ラディトールは致命的な混合物でしかなく、1932年には約1,400本ものラディトールを服用したエベン・バイヤーズが、放射線によって誘発された癌によって死亡している。
更にベイリーは、1930年ごろにラディエンドクリネーター（英語: Radiendocrinator）を発明した。これは、皮膚に装着することを目的としたケース入りの放射線源であった。
第二次世界大戦の間、ベイリーはIBM（英語: International Business Machines Corporation）の電子機器部門の戦時管理者を務めていた。

## 死
1949年5月17日、ベイリーは膀胱癌により死去した。約20年後に彼の遺体が掘り起こされた際には、遺体は「放射線によりボロボロとなっていた」という。